# 바하칼리포르니아수르주

바하칼리포르니아수르 주

바하칼리포르니아수르주(스페인어: Baja California Sur)는 멕시코 북서부에 위치한 주로 주도는 라파스이며 면적은 73,909km2, 인구는 691,161명(2012년 기준), 인구 밀도는 9.4명/km2이다. 1974년 10월 8일 바하칼리포르니아 주에서 분리되어 신설되었으며 5개 지방 자치체를 관할한다. 바하칼리포르니아반도 남쪽에 위치하며 북쪽으로는 바하칼리포르니아주, 서쪽으로는 태평양, 동쪽으로는 칼리포르니아만과 접한다.

주기
주 문장

## 인구
| 연도  | 인구    | ±%     |
| ----- | ------- | ------ |
| 1895  | 42,875  | —      |
| 1900  | 40,041  | −6.6%  |
| 1910  | 42,512  | +6.2%  |
| 1921  | 39,294  | −7.6%  |
| 1930  | 47,089  | +19.8% |
| 1940  | 51,471  | +9.3%  |
| 1950  | 60,864  | +18.2% |
| 1960  | 81,594  | +34.1% |
| 1970  | 128,019 | +56.9% |
| 1980  | 215,139 | +68.1% |
| 1990  | 317,764 | +47.7% |
| 1995  | 375,494 | +18.2% |
| 2000  | 424,041 | +12.9% |
| 2005  | 512,170 | +20.8% |
| 2010  | 637,026 | +24.4% |
| 2015  | 763,929 | +19.9% |
| 2020  | 798,447 | +4.5%  |
| [ 1 ] |         |        |

## 같이 보기
- 파스쿠알 오르티스 루비오